# Плаксенко, Николай Алексеевич
Никола́й Алексе́евич Пла́ксенко — советский хозяйственный, государственный и политический деятель, доктор геолого-минералогических наук, заслуженный деятель науки РСФСР.

## Биография
Родился в 1918 году в Рамони. Член КПСС .
Участник Великой Отечественной войны на Южном, 4-Украинском, 1 и II Прибалтийских фронтах, майор танкового корпуса. С 1946 года — на хозяйственной, общественной и политической работе. В 1946—1990 гг. — геолог Курской железорудной экспедиции, аспирант кафедры минералогии и петрографии Воронежского университета, доцент, заведующий кафедры геологоразведочного дела и полезных ископаемых, декан геологического факультета, секретарь партбюро, секретарь парткома университета, проректор по учебной работе, ректор, профессор Воронежского государственного университета. Область научных интересов: теоретические основы докембрийского литогенеза.
Делегат XXV съезда КПСС.
Умер в Воронеже в 2011 году.

## Научный вклад
Автор около 130 работ по теоретических основам докембрийского анализа, в том числе:
- Плаксенко, Николай Алексеевич. Главнейшие закономерности железорудного осадконакопления в докембрии : на примере Курской магнитной аномалии : диссертация … доктора геолого-минералогических наук : 04.00.00. — Воронеж, 1965. — 477 с. : ил.
- Плаксенко, Николай Алексеевич. Главнейшие закономерности железорудного осадконакопления в докембрии [Текст] : На примере Курской магнитной аномалии. — [Воронеж] : [Изд-во Воронежского ун-та], [1966]. — 264 с.
- Плаксенко, Николай Алексеевич. Элементы-примеси в железистокремнистых породах докембрия КМА / Н. А. Плаксенко, И. К. Коваль. — Воронеж : Изд-во Воронеж. ун-та, 1981. — 216 с. : ил.; 21 см.
- Литогенез в докембрии и фанерозое Воронежской антеклизы [Текст] : [Сборник статей / Ред. коллегия: проф. Н. А. Плаксенко (науч. ред.) и др.]. — Воронеж : Изд-во Воронеж. ун-та, 1977. — 108 с.
- Геология и металлогения докембрия Воронежского кристаллического массива [Текст] : Сборник / [Ред. коллегия: проф. Н. А. Плаксенко (ред.) и др.] ; М-во высш. и сред. спец. образования РСФСР. Воронеж. гос. ун-т им. Ленинского комсомола. — Воронеж : [б. и.], 1973. — 95 с.
- Актуальные проблемы улучшения подготовки специалистов в университете [Текст] : [Сборник статей] / [Редколлегия: проф. Н. А. Плаксенко (отв. ред.) и др. ] ; Воронеж. ун-т им. Ленинского комсомола. — Воронеж : Изд-во Воронеж. ун-та, 1975. — 258 с.; 20 см.
- Вопросы геологии и металлогении докембрия Воронежского кристаллического массива [Текст] : Сборник статей / Ред. коллегия: проф. Н. А. Плаксенко [и др.] ; М-во высш. и сред. спец. образования РСФСР. Воронеж. гос. ун-т им. Ленинского комсомола. Проблемная лаб. геологии и минер. сырья [Центр.-Чернозем. р-на]. — Воронеж : Изд-во Воронеж. ун-та, 1972-. — 20 см.
- Железисто-кремнистые формации докембрия европейской части СССР : Типы формаций / [Н. А. Плаксенко, В. Я. Горьковец, М. А. Ярощук и др.]; Гл. ред. Я. Н. Белевцев; АН УССР, Ин-т геохимии и физики минералов и др. — Киев : Наук. думка, 1988. — 188,[1] с. : ил.; 27 см.